# Château de Montmorency (Montigny-en-Ostrevent)
Le Château de Montmorency est situé à Montigny-en-Ostrevent, dans le Nord, en France.

## Historique
Le bâtiment d'entrée flanqué de deux tours a été inscrit monument historique le 20 mars 1929

## Photothéque

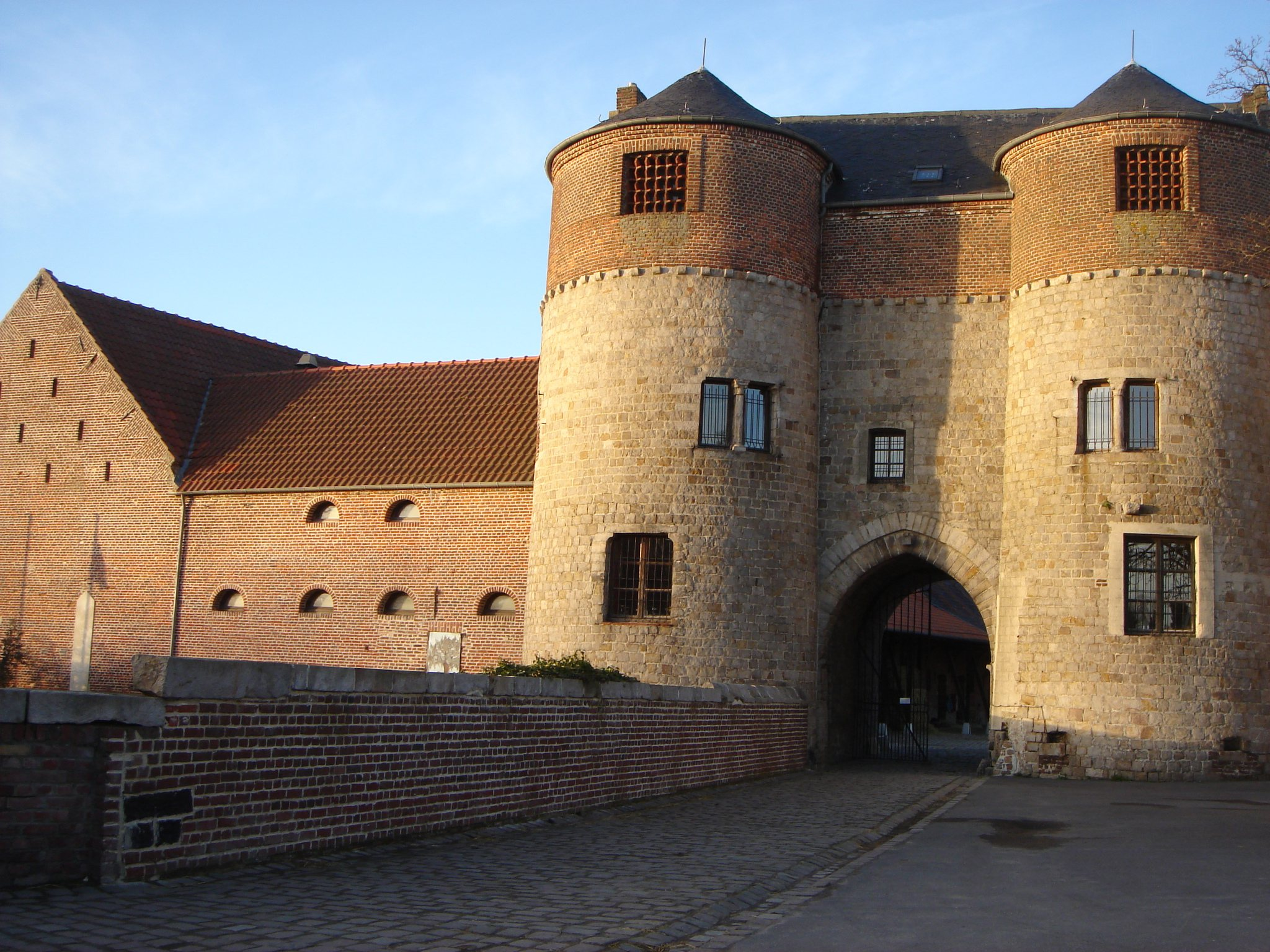
Château de Montmorency XIIIe siècle
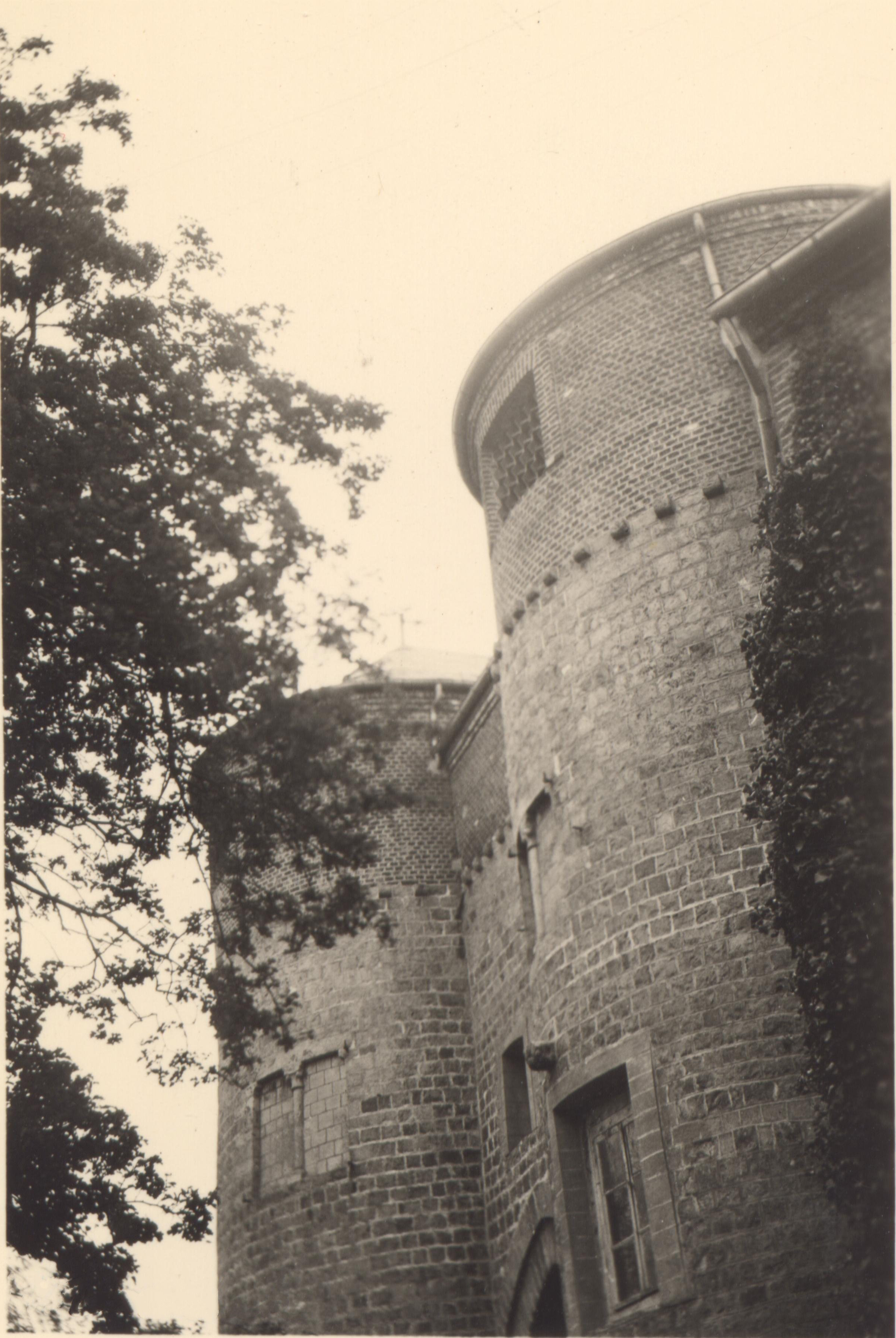
Château de Montigny-en-Ostrevent (1951).
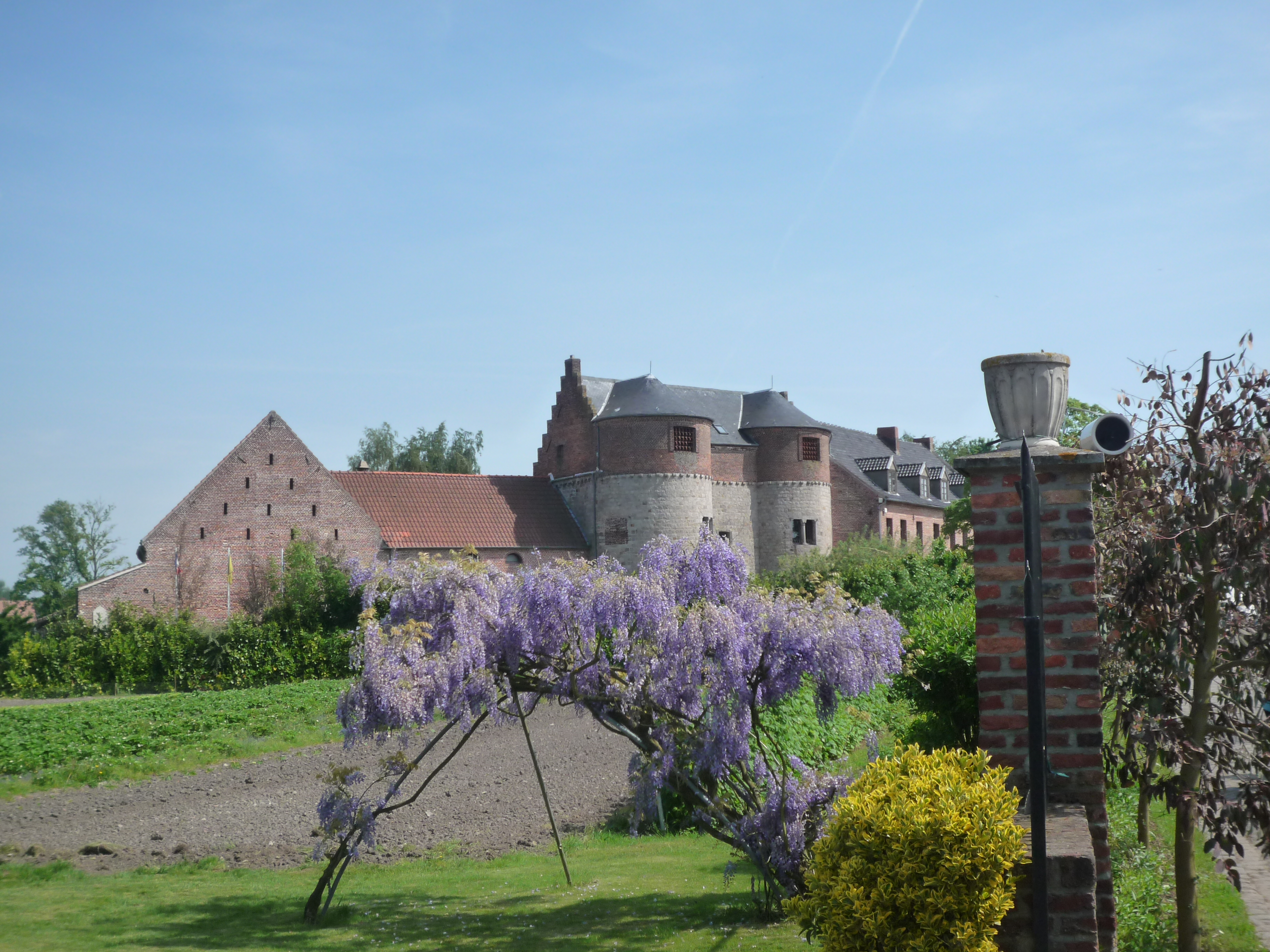
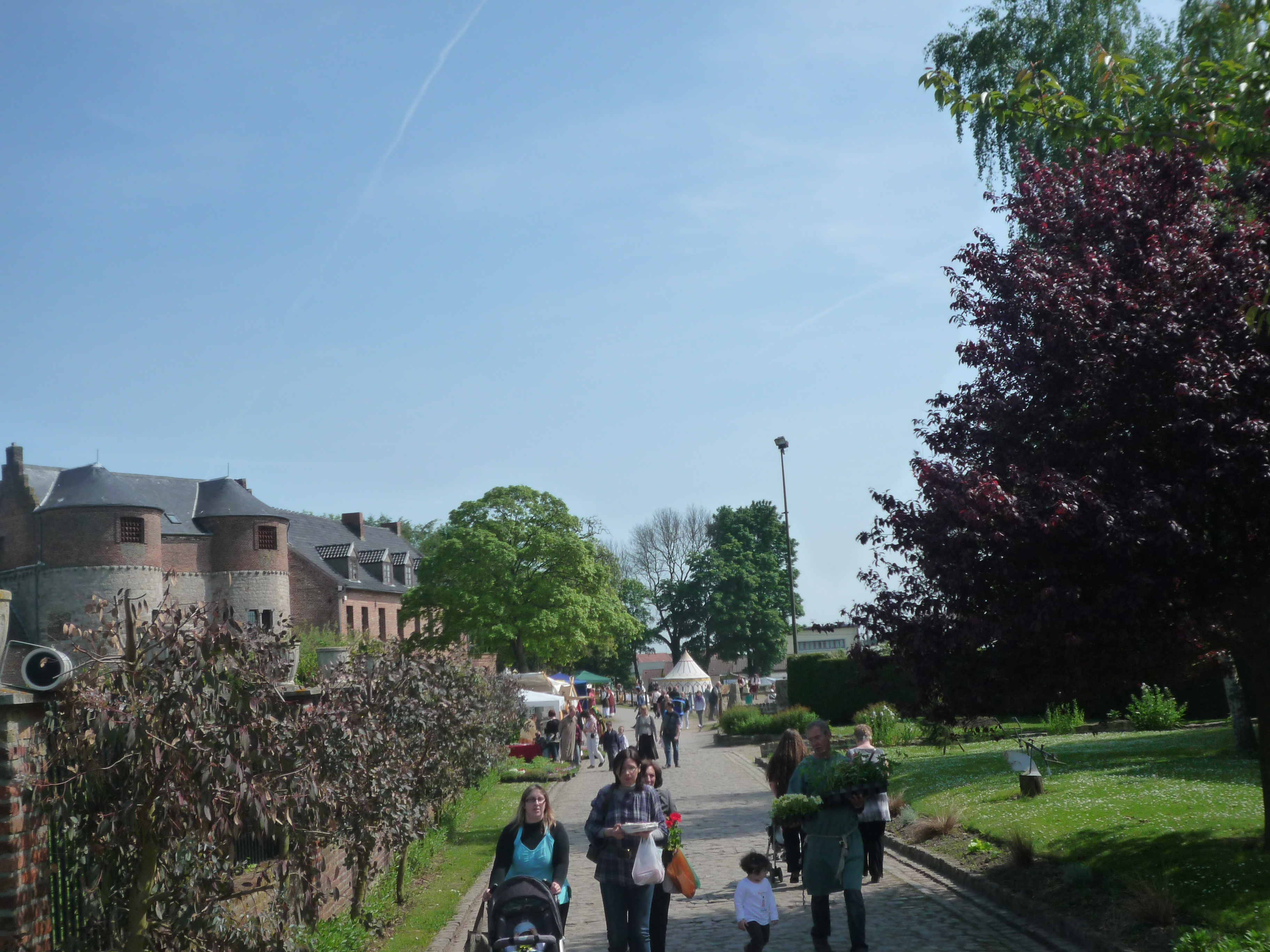
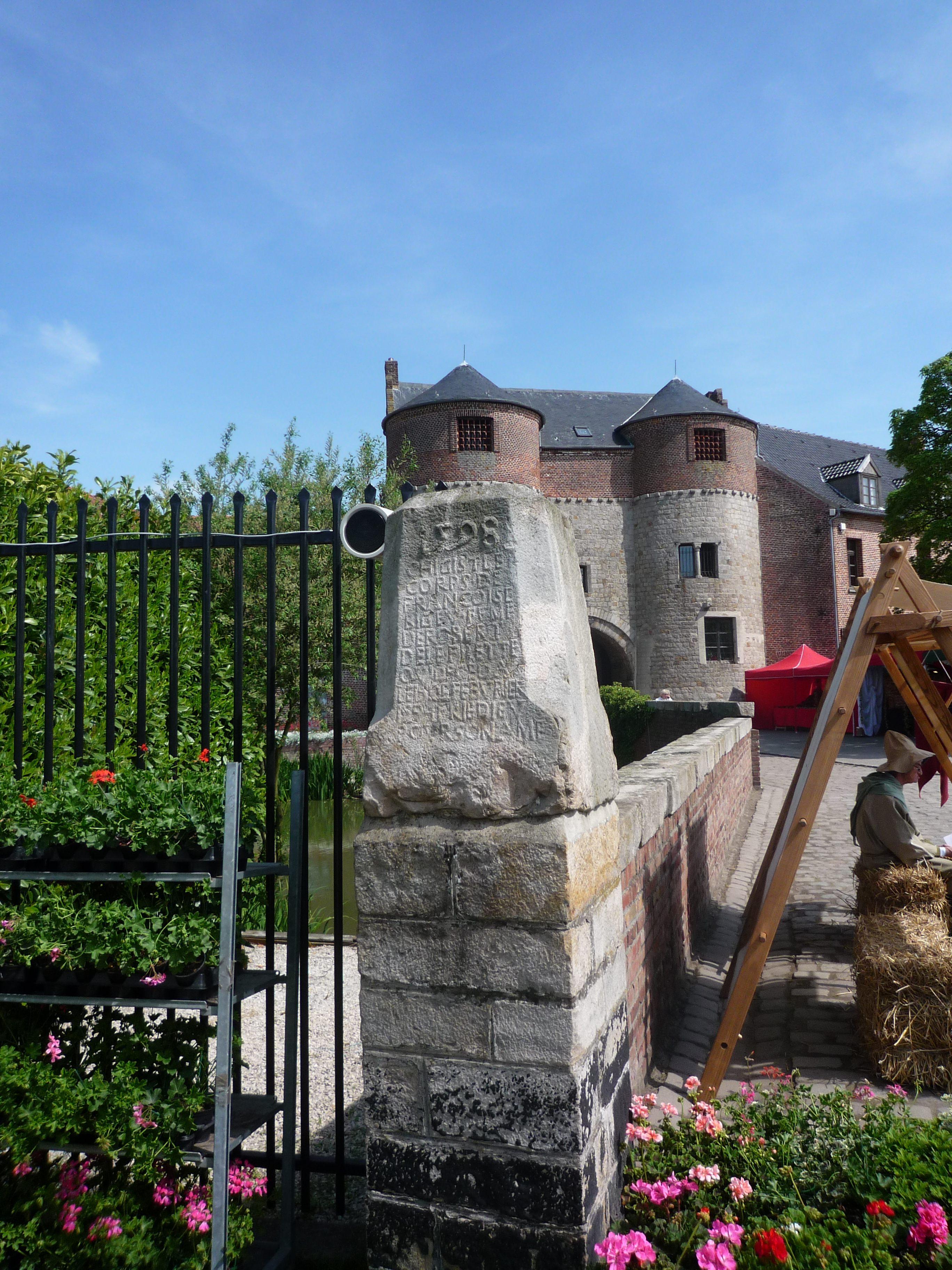
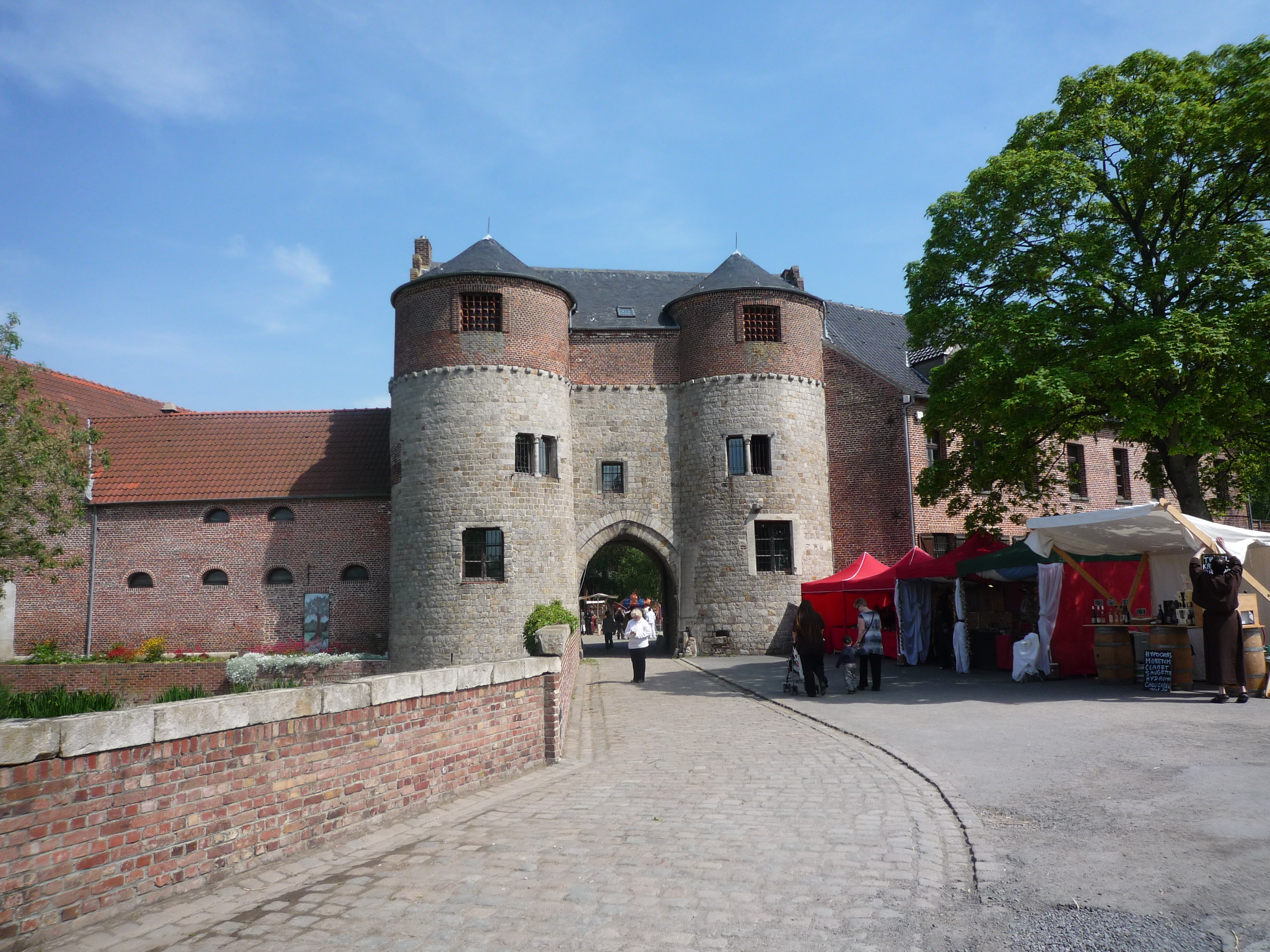
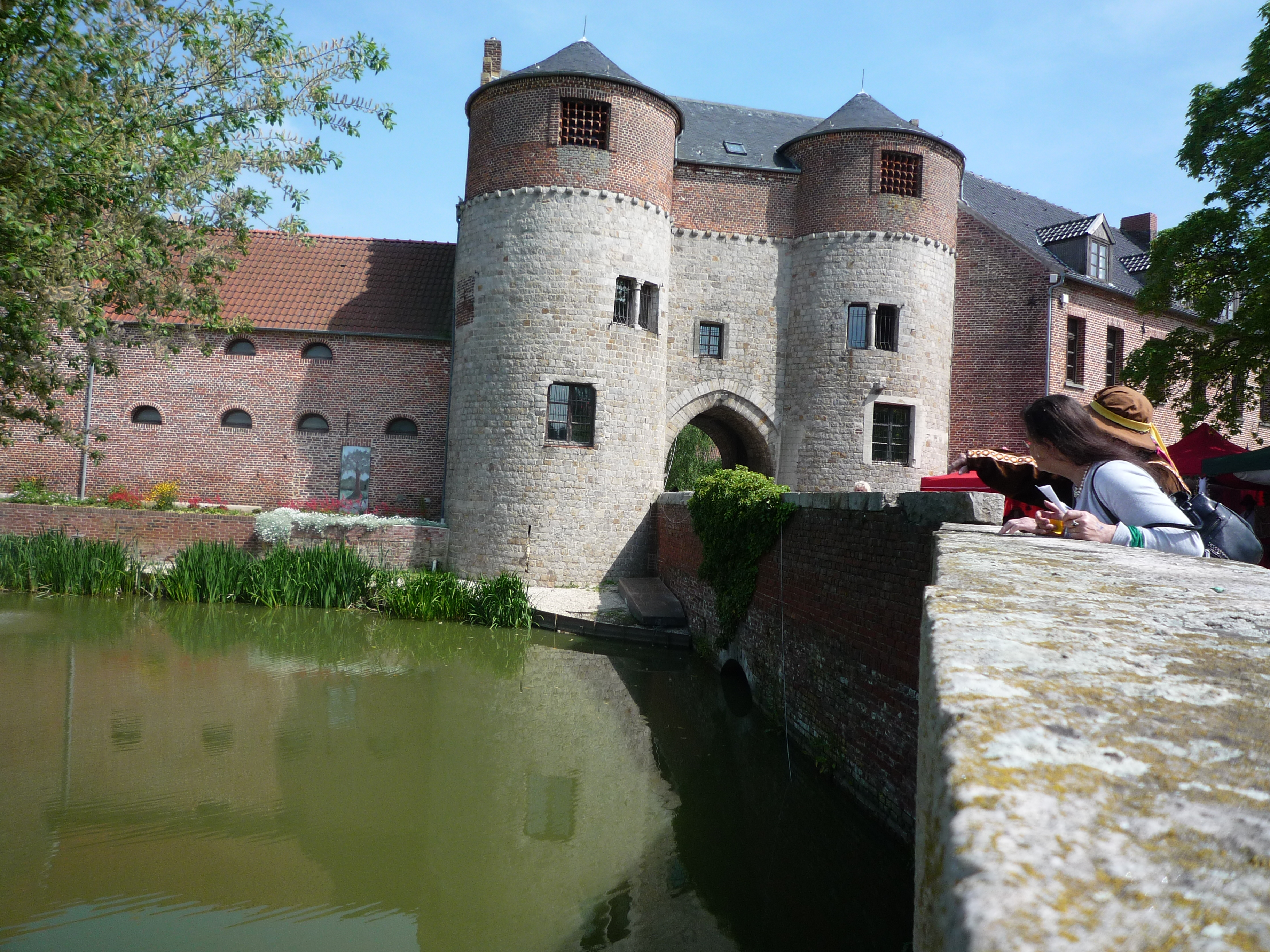
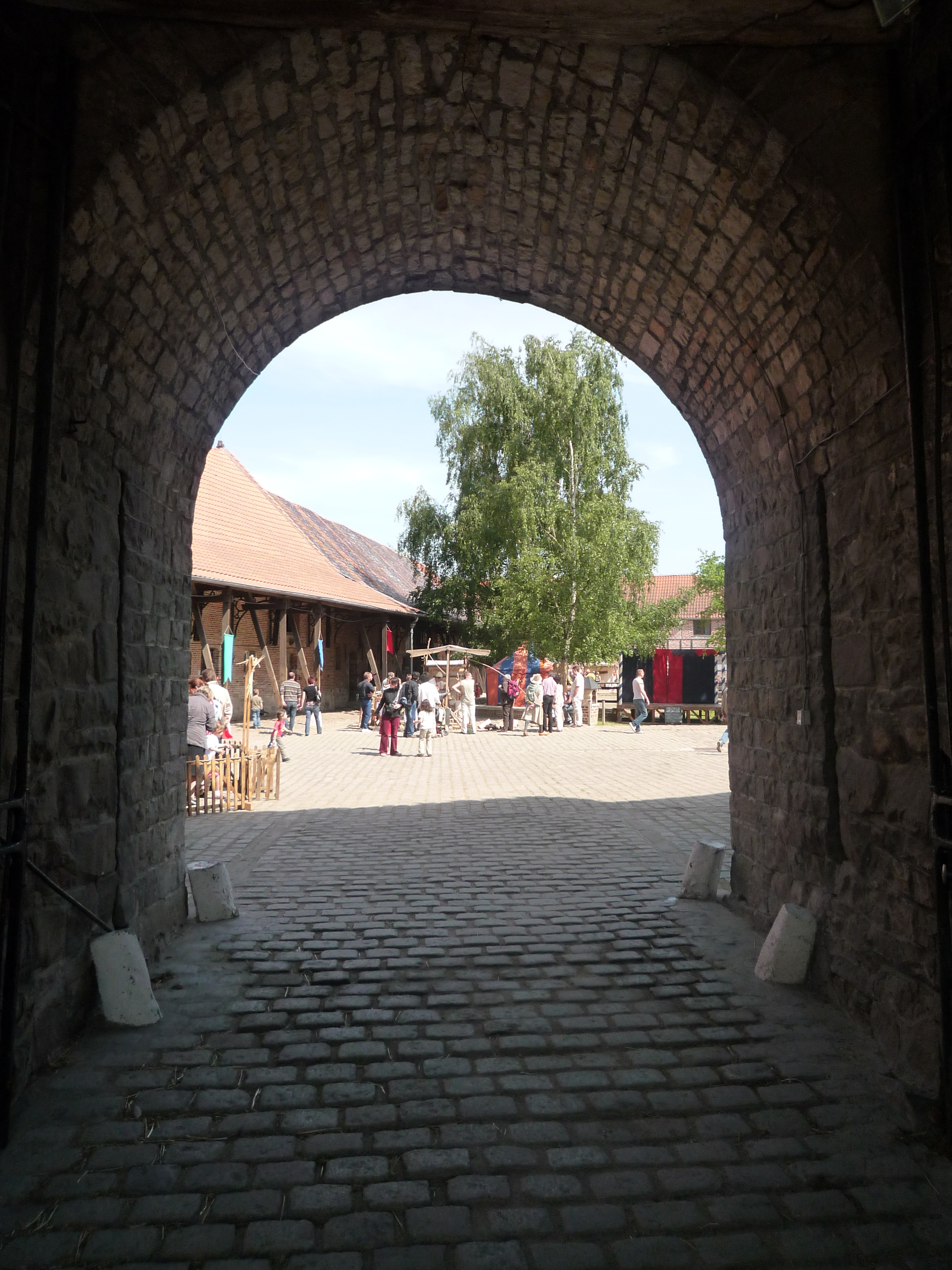
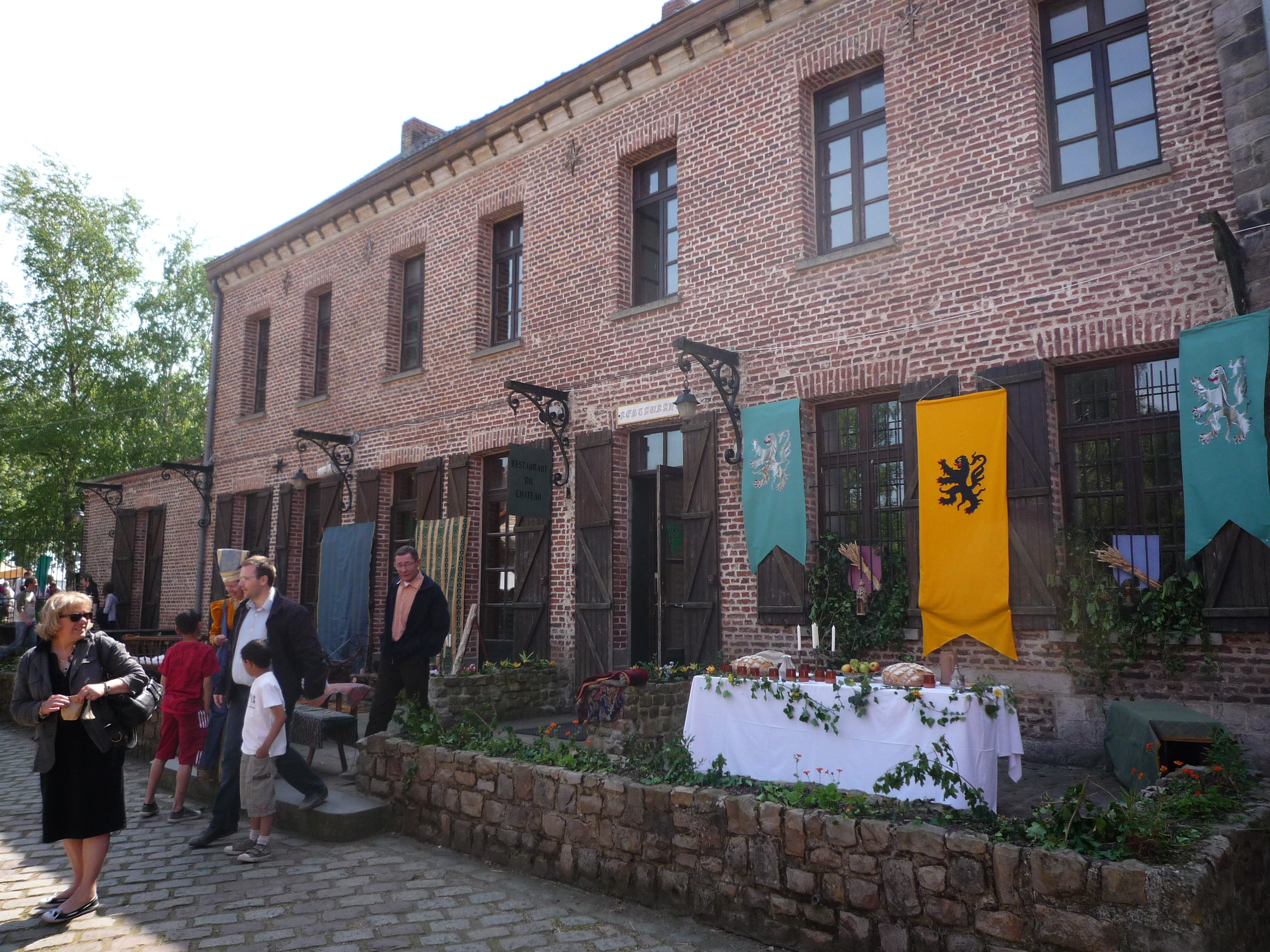
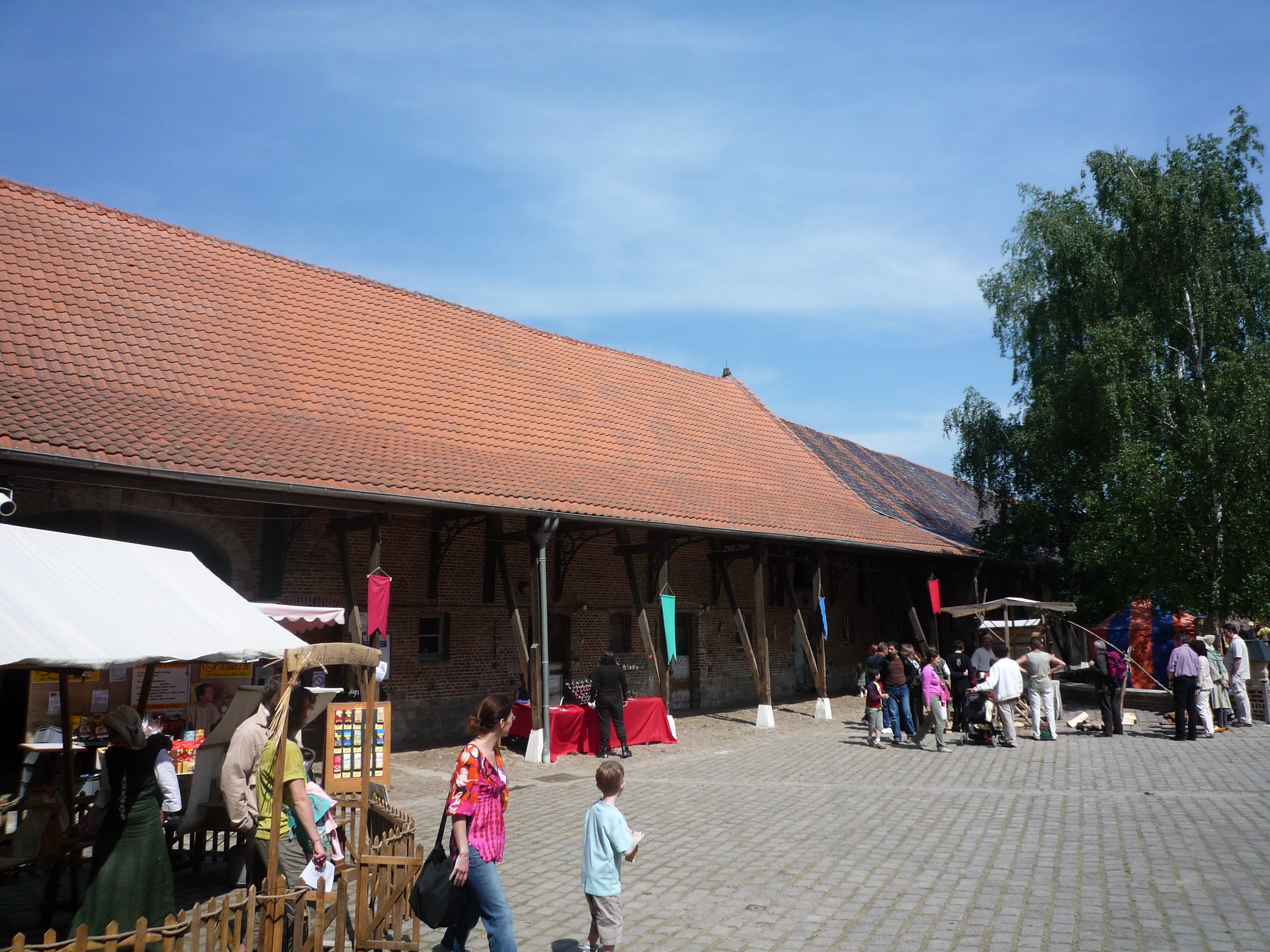
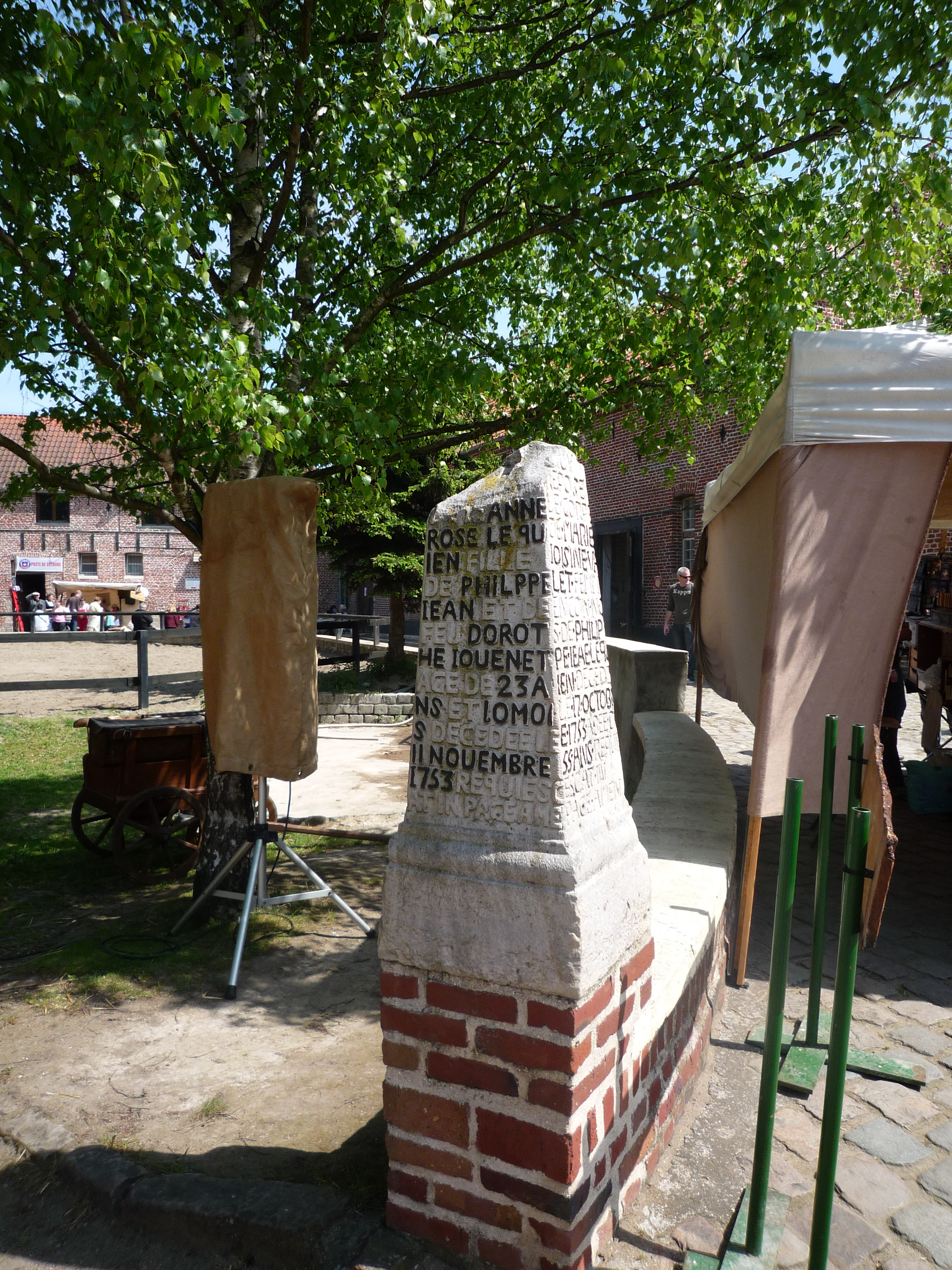
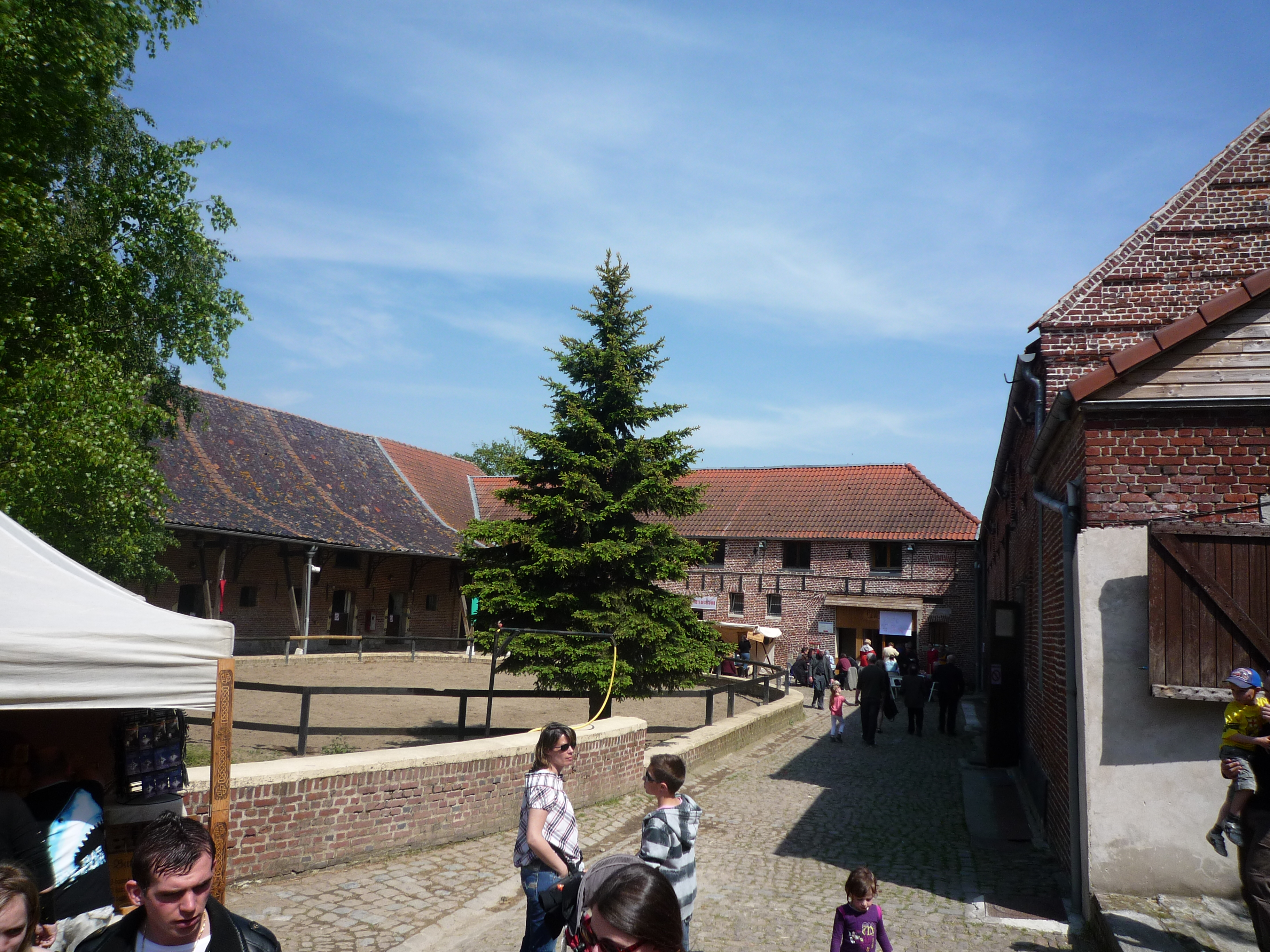
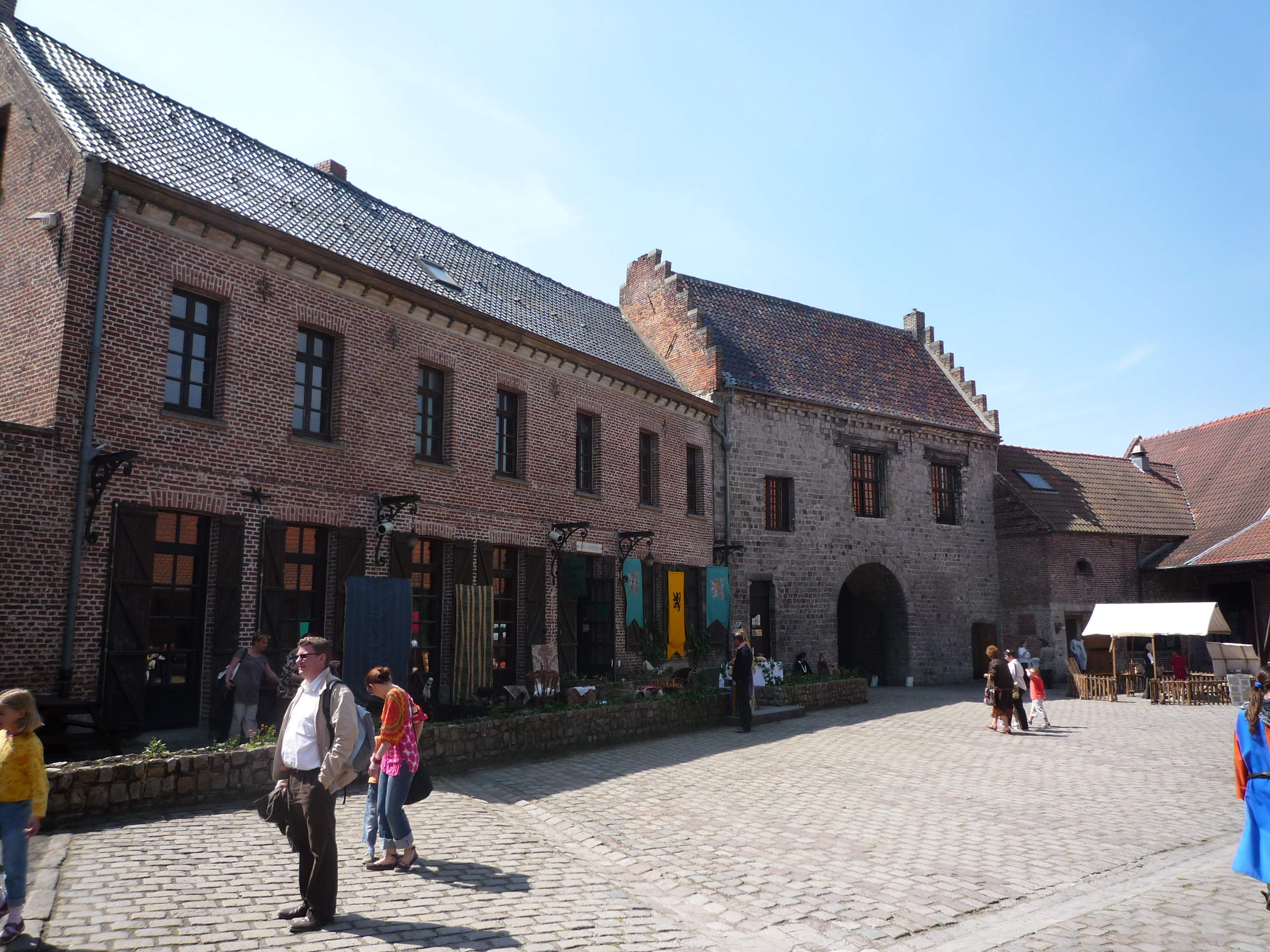
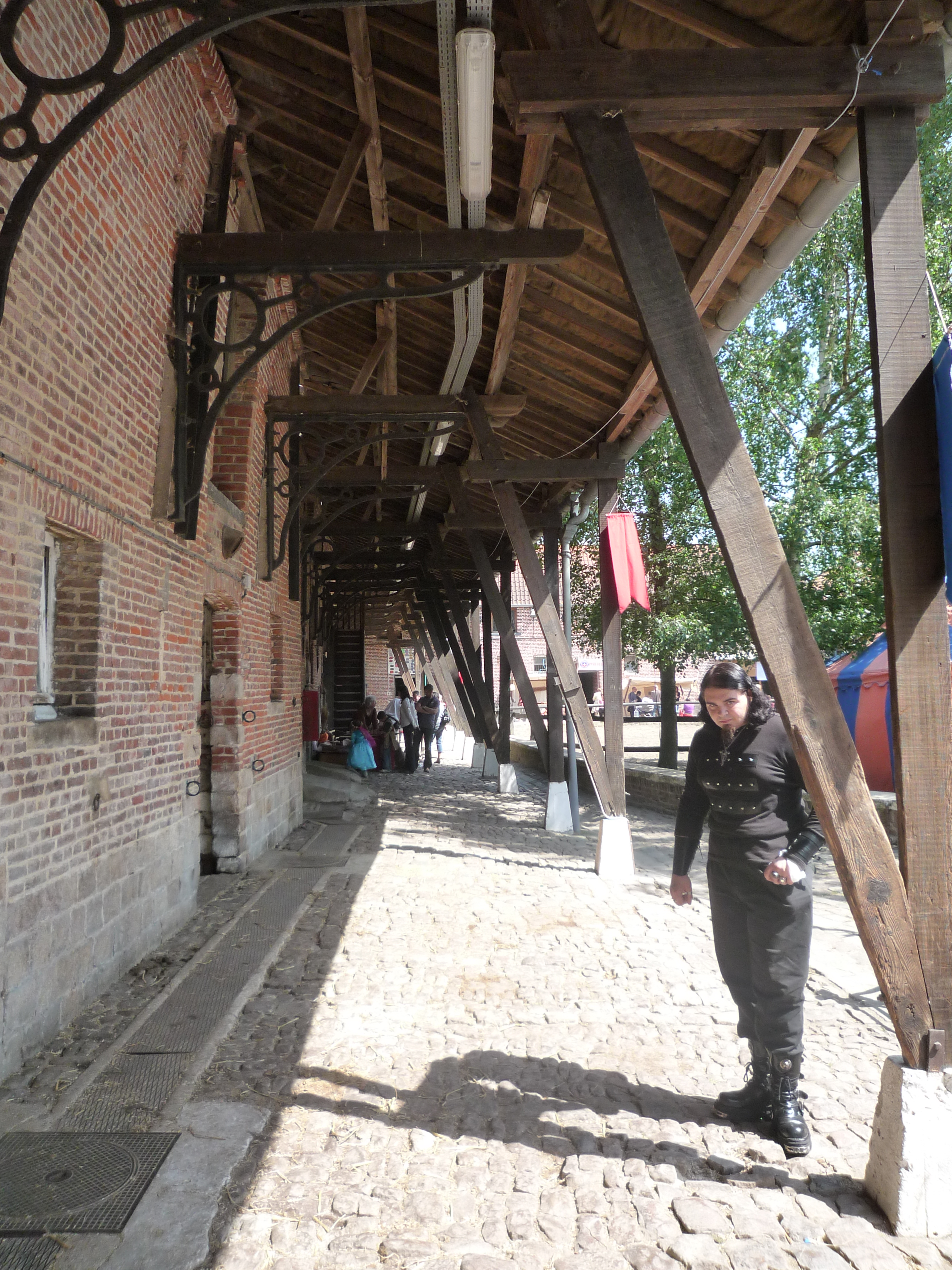
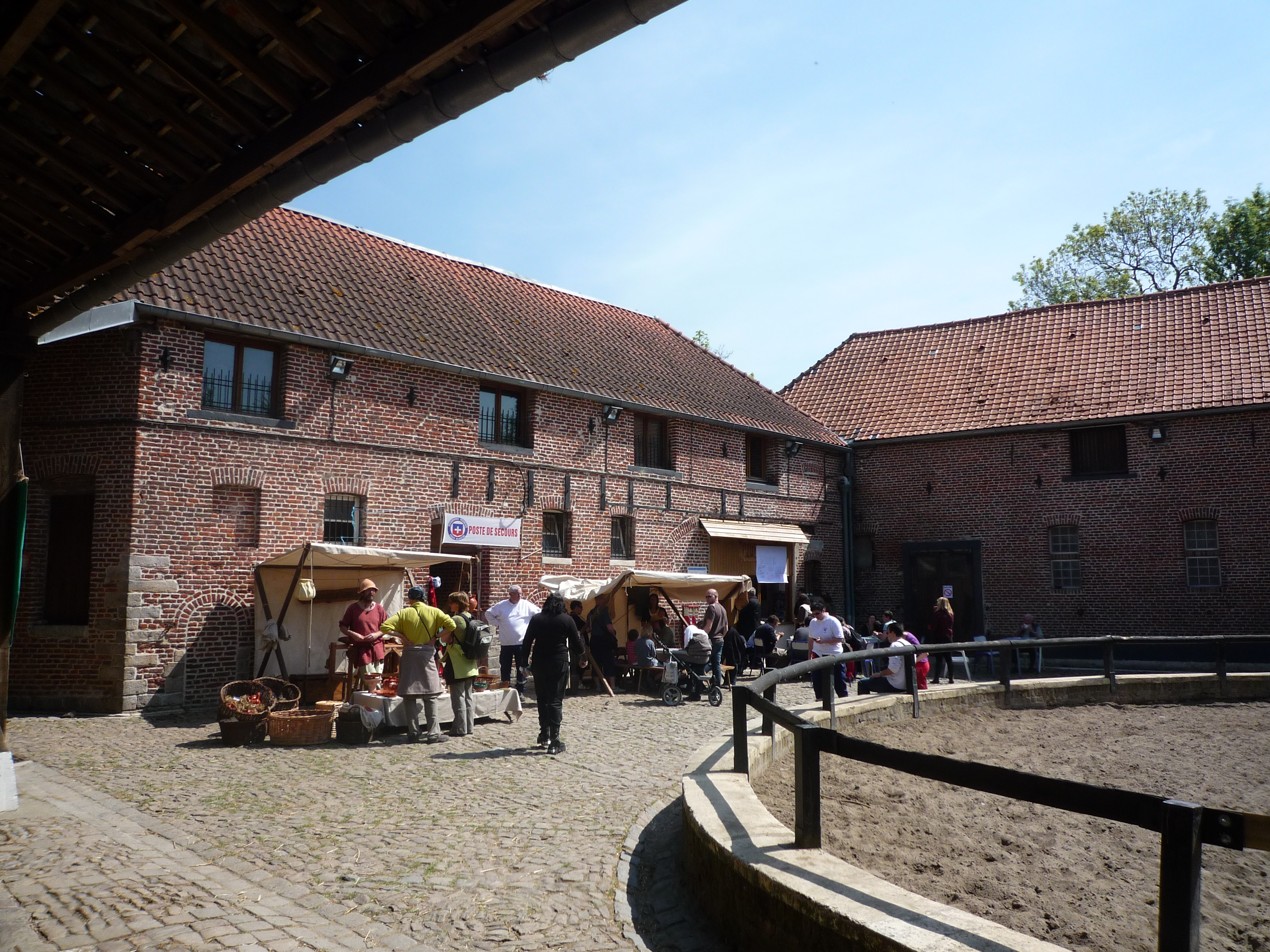
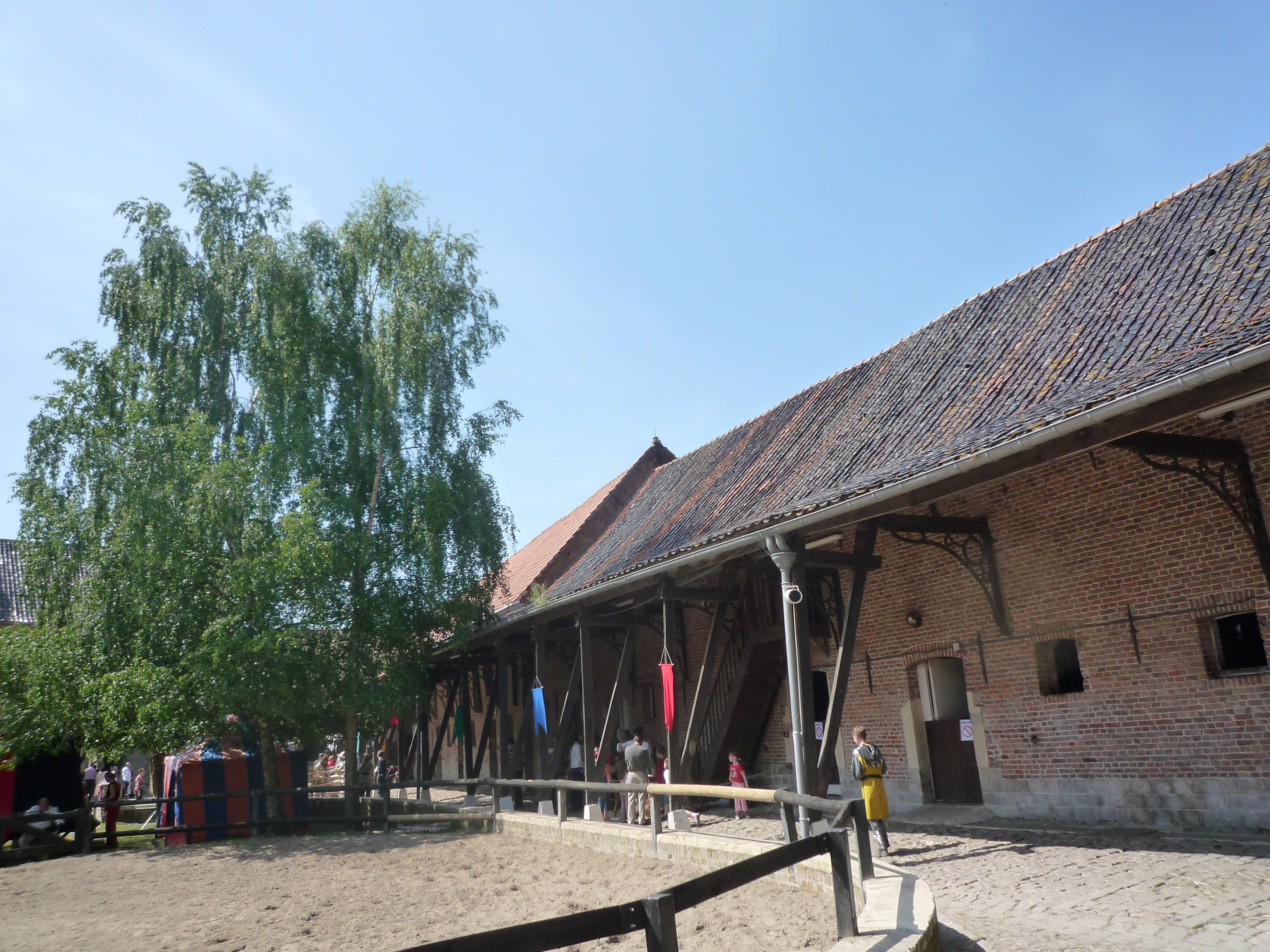